# Diversidad sexual en Andorra
Las personas del colectivo LGBT+ en Andorra se enfrentan a una realidad generalmente de aceptación y tolerancia en la sociedad. La legislación andorrana prohíbe la discriminación en el ámbito laboral y en el acceso a bienes y servicios por motivos de orientación sexual de manera explícita. La adhesión de Andorra al Consejo de Europa supuso la ratificación del Convenio Europeo de Derechos Humanos, el cual prohíbe cualquier tipo de discriminación. El matrimonio igualitario fue aprobado el 21 de julio de 2022, entrando en vigor el 17 de febrero de 2023.

## Legislación y derechos

### Despenalización de la homosexualidad
Aunque Francia despenalizó los actos sexuales consensuales entre adultos del mismo sexo en 1791 (cuando Andorra todavía estaba ligada a Francia), no hay pruebas que determinen con seguridad que el Código Penal francés de 1791 se aplicara en el territorio de Andorra. Por lo tanto, es probable que siguiera siendo un delito hasta que Andorra aprobó su propio Código Penal en 1990, el cual no criminalizaba de ninguna forma los actos sexuales consensuados entre adultos del mismo sexo.
La edad de consentimiento sexual en Andorra es de 15 años, sin importar la orientación sexual.

### Reconocimiento de las parejas del mismo sexo
Desde 2005 existe una ley de unión civil que permite las uniones de personas del mismo sexo, llamadas unió estable de parella, que no incluye el derecho de adopción igual al de las parejas heterosexuales, el acceso a la inseminación artificial o la corrección del registro civil para los transexuales. No existe posibilidad de matrimonio, ni son reconocidos los matrimonios igualitarios realizados en España, aunque en 2013 el Tribunal Superior de Justicia decidió que un viudo casado en España podía cobrar pensión de viudedad por su esposo fallecido.
En 2004 el Partido Verde fue el primer partido político en plantear el asunto. El Partido Socialdemócrata de Andorra en el gobierno, con Jaume Bartumeu a la cabeza, avanzó durante las elecciones de 2009 que trataría el tema si salía elegido de nuevo. En 2014 el partido Demócratas por Andorra, que tiene mayoría absoluta en el Consejo General, rechazó una propuesta de ley promovida por algunos juristas en 2013 y presentada por la oposición socialdemócrata, alegando que un cambio de este tipo debe realizarse «de manera progresiva y en etapas».

### Leyes y medidas antidiscriminación

#### Laboral
Desde el año 2003, el estado de Andorra ha otorgado protección legal contra la discriminación por motivos de orientación sexual en el ámbito laboral. El artículo 3 de la Ley de contratos de trabajo de 2003, incluía la orientación sexual como un motivo protegido ante la discriminación en las relaciones laborales. Sin embargo, esta ley fue derogada con la entrada en vigor del Código de Relaciones Laborales de 2009, el cual prohibía la discriminación por motivos de la orientación sexual, de conformidad con los artículos 4, 45, 75 y el párrafo 4 del artículo 97. 
En 2018 entró en vigor un nuevo Código de Relaciones Laborales, en el cual la prohibición de la discriminación por motivos de orientación sexual se incluye en los artículos 4, 442), 91 4) y 92 3). El artículo 160 menciona explícitamente como delito muy grave las decisiones unilaterales de la empresa que impliquen una discriminación en la remuneración, la formación, la promoción y otras condiciones de trabajo por motivos de orientación sexual.

#### Bienes y servicios
Desde el año 2005, el estado de Andorra prohíbe la discriminación por motivos de orientación sexual en el acceso a bienes y servicios. El artículo 338 del Código Penal, tipifica como delito los actos de discriminación por motivos de orientación sexual en relación con los bienes y servicios, así como en el acceso al empleo, entre otros.
El artículo 338 del código penal de Andorra expresa lo siguiente:

Articulo 338.- Discriminación

1. Comete discriminación quien, por motivo discriminatorio, se niegue a la venta o alquiler de un bien o servicio o supedite su concesión a condiciones especiales. La discriminación puede cometerse en relación con una persona jurídica cuando el motivo discriminatorio se refiere a uno de sus dirigentes o a uno de sus miembros. También es culpable de discriminación cualquier persona que, por un motivo discriminatorio, se niegue a contratar a alguien para trabajar, produzca un despido o una sanción disciplinaria o introduzca diferencias en los salarios, las condiciones de trabajo o el desarrollo de la carrera profesional.

Sin perjuicio de lo señalado en el párrafo anterior, la consideración del estado de salud en materia de seguros de vida, riesgos que afecten a la integridad física de las personas o incapacidad para el trabajo o invalidez, o en materia de trabajo cuando la incapacidad física para el trabajo esté médicamente comprobada, no constituye discriminación.

2. La consideración, en relación con una persona física, del nacimiento, el origen o la filiación nacional o étnica, el sexo, la religión, las opiniones filosóficas, políticas o sindicales o cualquier otra condición personal o social, como su condición de minusvalía, física o psíquica, su forma de vida, sus costumbres o su orientación sexual, constituye un motivo de discriminación.

#### Donación de sangre
Hasta 2011 los homosexuales no podían donar sangre en Andorra, ya que el Établissement Français du Sang francés no lo permitía. Un nuevo convenio con el Banc de Sang i Teixits de Catalunya ha cambiado la situación.

### Leyes sobre crímenes de odio e incitación al odio

#### Crímenes de odio
Con la entrada en vigor del nuevo código penal en 2005, se agregó la orientación sexual como circunstancia agravante para los delitos motivados por el odio (Crímenes de odio). El artículo 30, literal "6", del Código Penal, considera la orientación sexual como una circunstancia agravante para los delitos motivados por el odio o la parcialidad.
El literal 6 del artículo 30 del código penal de Andorra expresa lo siguiente:

Artículo 30.- Circunstancias agravantes
Son circunstancias que agravan la responsabilidad penal:
6) Cometer el hecho por motivos racistas, xenófobos o relacionados con la ideología, religión, nacionalidad, etnia, sexo, orientación sexual, enfermedad o deficiencia física o psíquica de la víctima.

#### Incitación al odio
A pesar de que existe una ley que penaliza los crímenes de odio motivados por la orientación sexual, no existe una ley que criminalice la incitación al odio.

### Ley de Identidad de Género
Los cambios de sexo no están reconocidos y no están cubiertos por la seguridad social.

## Condiciones sociales
Andorra es uno de los países más tolerantes en temas LGBT de Europa según diversas encuestas. La homosexualidad es respetada y aceptada por la mayoría de la población.
El 6 de septiembre de 2002, la comunidad LGBT se hizo visible por primera vez con un comunicado protestando por la prohibición para gays de donar sangre a través de la página web Gayandorra. Se creó una asociación LGBT llamada «SOM COM SOM» («somos como somos»), la primera del país, fundada el 23 de junio de 2003, día en el que organizaron la primera manifestación del orgullo en la historia del país en la plaza principal de Andorra la Vieja. La asociación ha participado en la Feria de Andorra y ha organizado campañas de cabildeo a favor de los derechos LGBT e informativas sobre el sida. Tras la creación de SOM COM SOM, diversas figuras públicas salieron del armario. Las primeras lesbianas en hacerlo fueron "Belén Rojas" y Paloma Olea. Les siguieron Marc Pons, del Partido Socialdemócrata de Andorra, y Juli Fernández, de los Verds d'Andorra La organización se disolvió en 2011 tras varios meses de inactividad. El partido Verds d'Andorra participó en 2008 en los Eurogames de Barcelona, en los deportes de petanca y ciclismo.